# Jakob Eriksson (politiker)
Sven Jakob Zakarias Eriksson, född 25 juli 1974 i Spånga församling, Stockholms län, är en svensk jurist  samt politiker i Sverigedemokraterna.
Jakob Eriksson blev medlem i Sverigedemokraterna 1992, då han medverkade i starten av partiets distrikt i Dalarna. 1997 blev han vald till Sverigedemokraternas vice partiledare. 1998 blev han partisekreterare, en post han innehade till 2001. Eriksson lämnade då sina offentliga poster i SD för att tjänstgöra inom tingsrätten efter sina juridikstudier.
När Sverigedemokraternas ungdomsverksamhet började omorganiseras 1996 fanns han med i en roll som partiets representant i verksamheten. Efter valet 1998 blev Sverigedemokratisk ungdom åter en fristående organisation och han valdes då formellt till SD-representant i förbundsstyrelsen. År 2000 var han kassör i SDU.
På årsmötet maj 2016 valdes han till vice ordförande för Sverigedemokraterna i Stockholm. I samband med valet 2018 kandiderade han för Alternativ för Sverige.